# Lloyds Bank GmbH

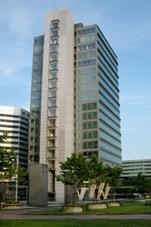
Lloyds Bank GmbH in Amsterdam-Bullewijk (NL)

Die Lloyds Bank GmbH ist Teil der Lloyds Bank plc, die zur Lloyds Banking Group gehört. In Deutschland werden Produkte unter dem Handelsnamen Bank of Scotland, in den Niederlanden unter dem Namen „Lloyds Bank“ angeboten.

## Geschichte
Die Niederlassung der Bank of Scotland plc war in Deutschland vom 27. Januar 2009 bis zum 24. März 2019 als reine Onlinebank im Privatkundengeschäft tätig. In diesem Zeitraum wurden Kreditprodukte und Tagesgeldkonten vermarktet.
In den Niederlanden war die Niederlassung der Lloyds Bank plc bereits seit 1966 aktiv und hat 1999 als erste Bank online Hypotheken angeboten.
Im Zuge des Ausstiegs Großbritanniens aus der EU fiel die Entscheidung, das operative Geschäft der Bank of Scotland plc in Deutschland und der Lloyds Bank plc in den Niederlanden auf die deutsche Gesellschaft „Lloyds Bank GmbH“ zu übertragen. Seit dem 25. März 2019 umfasst die Lloyds Bank GmbH die Marken „Bank of Scotland“ in Deutschland und „Lloyds Bank“ in den Niederlanden, die ihre Geschäftstätigkeiten online fortführen.
Der Standort in Berlin stellt dabei das europäische Drehkreuz für Finanzgeschäfte der Lloyds Banking Group in der Europäischen Union dar. Seit Dezember 2018 verfügt die Lloyds Bank GmbH über eine deutsche Banklizenz und wird von der Bundesanstalt für Finanzdienstleistungsaufsicht (BaFin) reguliert.

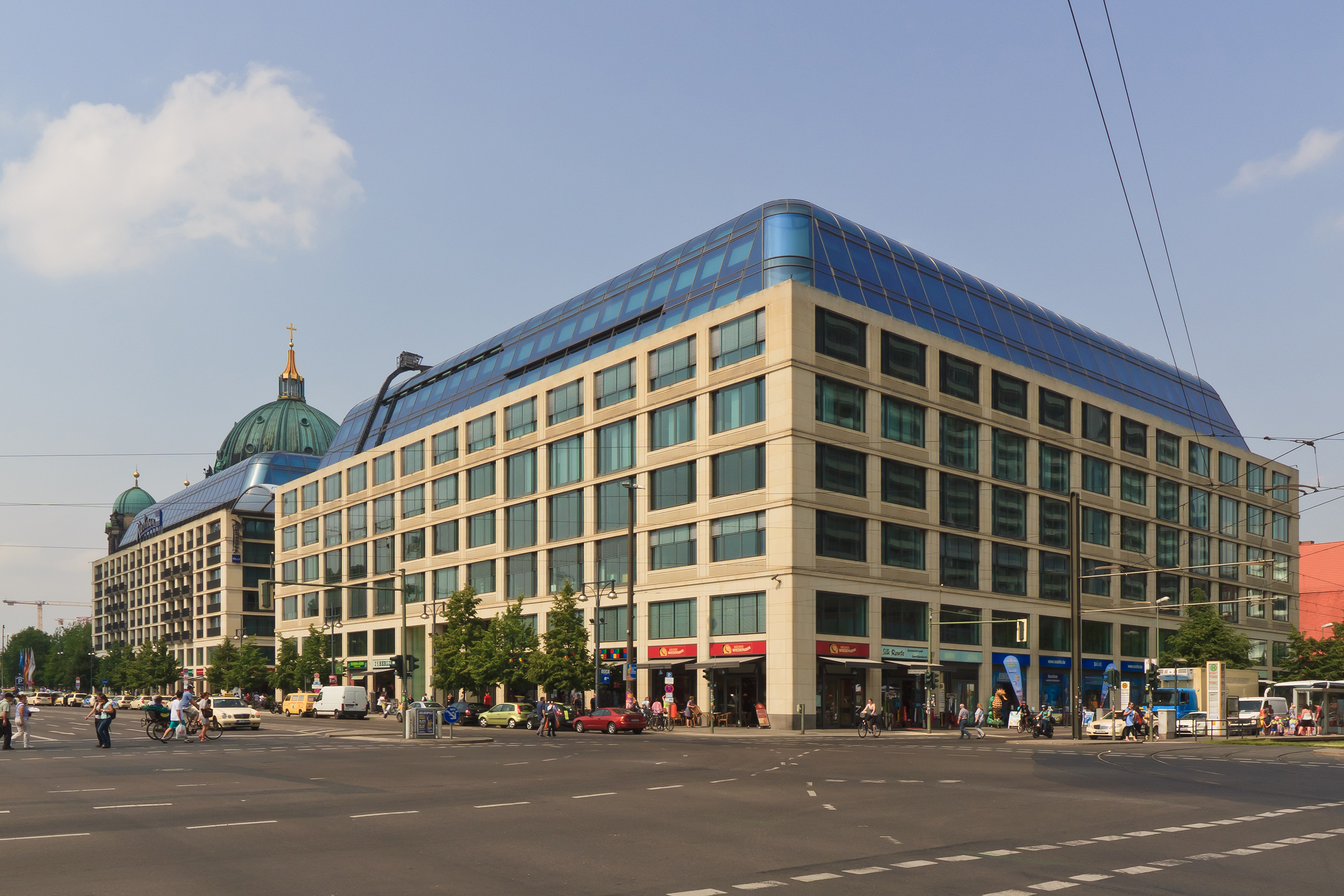
Sitz der Lloyds Bank GmbH Deutschland im DomAquarée Berlin-Mitte

Für die niederländischen Aktivitäten unterliegt die Lloyds Bank GmbH zusätzlich den Aufsichten der niederländischen Behörde für Finanzmärkte (AFM) und der niederländischen Zentralbank (De Nederlandsche Bank (DNB)).

## Unternehmensstruktur und Produkte
Die Lloyds Bank GmbH unterhält Standorte in Deutschland und den Niederlanden. Für den deutschen Standort in Berlin arbeiten ca. 300 Mitarbeiter (Stand Oktober 2020). In den Niederlanden beschäftigt die Niederlassung in Amsterdam ca. 140 Mitarbeiter (Stand Oktober 2020).
Unter der Marke „Bank of Scotland“ werden innerhalb Deutschlands Raten- und Autokredite sowie Tagesgeldkonten an Privatkunden vermarktet (Stand Oktober 2020). Die vertrieblichen Schwerpunkte der niederländischen Lloyds Bank liegen hingegen im Bereich Hypotheken und Sparprodukte, die sowohl von Privat-, als auch teilweise von Geschäftskunden genutzt werden können.

## Einlagensicherung
Die Einlagen deutscher und niederländischer Kunden der Lloyds Bank GmbH sind durch das deutsche Einlagensicherungssystem geschützt. Über die Entschädigungseinrichtung deutscher Banken (EdB) sind Einlagen bis zu einer Höhe von 100.000 € gesichert.